# Las Trancas, Paso de Ovejas
Las Trancas är en ort i Mexiko.   Den ligger i kommunen Paso de Ovejas och delstaten Veracruz, i den sydöstra delen av landet, 290 km öster om huvudstaden Mexico City. Las Trancas ligger 79 meter över havet och antalet invånare är 269.
Terrängen runt Las Trancas är platt, och sluttar österut. Runt Las Trancas är det ganska tätbefolkat, med 80 invånare per kvadratkilometer. Närmaste större samhälle är Fraccionamiento Geovillas los Pinos, 17,9 km öster om Las Trancas. Trakten runt Las Trancas består till största delen av jordbruksmark.